# 吴旭洋
吴旭洋（1981年4月30日—），男，汉族，香港人，中华人民共和国政治人物。现任香港南华集团控股有限公司执行副主席、联席行政总裁及执行董事。第十三、十四届全国政协委员。